# 울산박물관
울산박물관은 울산광역시 남구에 있는 울산광역시청 산하의 박물관이다. 박물관장은 지방학예연구관이나 지방서기관으로 보한다.

## 연혁
- 2011년 6월 22일 개관.

## 관람 안내
관람 시간
- 매일: 09:00 ~ 18:00

휴관일
- 1월 1일
- 매주 월요일(단, 월요일이 공휴일일 경우에는 공휴일 다음의 첫 평일)
- 기타 울산광역시장이 지정하는 임시 휴관일

## 같이 보기
- 포털:역사
- 포털:대한민국
- 대한민국의 박물관과 미술관 목록
- 장생포고래박물관
- 울산과학관